# Data General RDOS
RDOS (Real-time Disk Operating System) is een realtimebesturingssysteem dat in 1972 werd uitgebracht door Data General. Het besturingssysteem werd meegeleverd bij de populaire Nova- en Eclipse-minicomputers van het bedrijf.

## Geschiedenis
RDOS is voortgevloeid uit de samenvoeging van DOS (Disk Operating System) en RTOS (Real-Time Operating System). DOS, soms ook DG-DOS genoemd, is een multi-user besturingssysteem dat in staat is om meerdere taken (het equivalent van de huidige threads) uit te voeren. RTOS is een multitasking besturingssysteem voor schijfloze omgevingen dat een compatibele subset van RDOS vormt. DOS werd voornamelijk gebruikt voor het ontwikkelen van software, RTOS was meer geschikt voor het uitvoeren van software in een productieomgeving.
Aanvankelijk was RDOS een besturingssysteem voor de 16-bit Nova- en SuperNOVA-minicomputers van Data General. Later ondersteunde het ook de Eclipse-reeks van 16-bit minicomputers. RDOS op microNOVA-gebaseerde computers van de Desktop Generation-reeks wordt soms DG/RDOS genoemd.
RDOS werd begin jaren tachtig vervangen door de AOS-familie van besturingssystemen, waaronder AOS/VS en MP/AOS (MP/OS op kleinere systemen).

## Kenmerken
RDOS biedt de mogelijkheid tot multitasking waarbij maximaal 32 taken (vergelijkbaar met de huidige threads) gelijktijdig uitgevoerd kunnen worden, zowel in foreground als in background binnen een geheugenruimte van 64 KB.

### Commando's
De volgende lijst van commando's wordt ondersteund door RDOS/DOS:
- ALGOL
- APPEND
- ASM
- BASIC
- BATCH
- BOOT
- BPUNCH
- BUILD
- CCONT
- CDIR
- CHAIN
- CHATR
- CHLAT
- CLEAR
- CLG
- COPY
- CPART
- CRAND
- CREATE
- DEB
- DELETE
- DIR
- DISK
- DUMP
- EDIT
- ENDLOG
- ENPAT
- EQUIV
- EXFG
- FDUMP
- FGND
- FILCOM
- FLOAD
- FORT
- FORTRAN
- FPRINT
- GDIR
- GMEM
- GSYS
- GTOD
- INIT
- LDIR
- LFE
- LINK
- LIST
- LOAD
- LOG
- MAC
- MCABOOT
- MDIR
- MEDIT
- MESSAGE
- MKABS
- MKSAVE
- MOVE
- NSPEED
- OEDIT
- OVLDR
- PATCH
- POP
- PRINT
- PUNCH
- RDOSSORT
- RELEASE
- RENAME
- REPLACE
- REV
- RLDR
- SAVE
- SDAY
- SEDIT
- SMEM
- SPDIS
- SPEBL
- SPEED
- SPKILL
- STOD
- SYSGEN
- TPRINT
- TUOFF
- TUON
- TYPE
- VFU
- XFER

### Software
RDOS ondersteunt realtime applicaties geschreven in FORTRAN IV, FORTRAN 5, DG/L, Interactive COBOL, Extended BASIC en Business BASIC.

## Rechtszaak
Eind jaren zeventig werd Data General door concurrenten aangeklaagd vanwege hun praktijk om RDOS te bundelen met de Data General Nova- en Eclipse-minicomputers. Toen Data General de Nova introduceerde, wilde een bedrijf genaamd Digidyne RDOS op zijn eigen hardwarekloon gebruiken, maar Data General weigerde hun software in licentie te geven.  In 1985 werd Data General door de rechtbank in het ongelijk gesteld. Het Hooggerechtshof van de Verenigde Staten weigerde het beroep van Data General in behandeling te nemen. De uitspraak van de rechtbank dwong Data General om het besturingssysteem in licentie te geven omdat het beperken van de software tot alleen de hardware van Data General als een illegale koppelverkoop beschouwd werd.